# وی نیل
وی نیل (انگلیسی: Ve Neill؛ زادهٔ ۱۹۵۱ (۷۳–۷۴ سال)) چهره‌پرداز اهل ایالات متحده آمریکا است.
وی همچنین برندهٔ سه جایزه اسکار بهترین چهره‌پردازی و آرایش مو برای فیلم های بیتل‌جوس ، خانم داوت‌فایر و اد وود شده‌است.